# Oroken

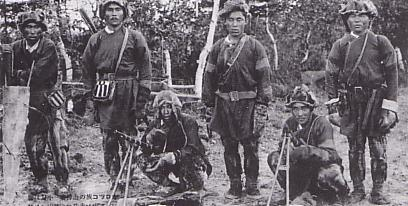
historische foto

De Oroken (Russisch: Ороки; Oroki, eigenbenaming: Уйльта, Oejlta of Nani) zijn een volk in de Russische oblast Sachalin en leven vooral in het oostelijke deel van het eiland Sachalin. Bij de Russische volkstelling van 2002 werden 346 Oroken geregistreerd, in 2010 waren het er 295 (aangeduid als Уйльта). De Oroken wonen vooral in Noord-Sachalin bij de Zee van Ochotsk en in Zuid-Sachalin in het district Poronajski bij de stad Poronajsk.
Soms worden de Oroken, net als de Orotsjen en Oedegeïers, foutief Orotsjon genoemd. De stam "oro" verwijst binnen de Toengoezische talen naar "een gedomesticeerd rendier", waarmee het volk vaak werd aangeduid als 'rendier-volk' of 'rendier-fokkers'. Aangenomen wordt dat de Oroken zijn ontstaan door relaties tussen de Lamoeten, Oeltsjen en Nivchen.
Het Oroks is een Zuidelijke-Toengoezische taal. De Oroken hebben geen geschreven taal.